# På mitt eget sätt
På mitt eget sätt är en svensk film från 1960, regisserad av Börje Larsson och producerad av Lennart Engström. Medverkade som skådespelare gjorde Håkan Ersgård, Harry Persson och Åke Söderblom.